# Росляков, Павел Васильевич
Па́вел Васи́льевич Росляко́в (род. 10 мая 1949, Казань) — советский и российский учёный в области теплоэнергетики и энергетического машиностроения, профессор МЭИ, доктор технических наук. Академик Международной академии наук высшей школы (МАН ВШ), Российской инженерной академии. В 1997—2002 гг. — декан Энергомашиностроительного факультета МЭИ, в 2002—2006 г. — директор Института энергомашиностроения и механики НИУ «МЭИ»; в 2006—2013 гг. — первый проректор НИУ «МЭИ» по учебной работе.

## Биография
Павел Васильевич Росляков родился 10 мая 1949 года в Казани.  
В 1972 году окончил Энергомашиностроительный факультет Московского энергетического института (МЭИ) по специальности «парогенераторостроение». С 1972 года по настоящее время работает в МЭИ на кафедре Парогенераторостроения на должностях: научный сотрудник (1972—1980), ассистент (с 1980), доцент (с 1985), профессор кафедры (с 1994) (в 2014 году в ходе реструктуризации МЭИ кафедра вошла в состав укрупнённой кафедры Паровых и газовых турбин в качестве отдела).
В 1979 году защитил кандидатскую, а в 1993 году — докторскую диссертации.
В 1997 году был избран деканом Энергомашиностроительного факультета МЭИ, а после преобразования в 2002 году последнего в Институт энергомашиностроения и механики МЭИ (ЭнМИ) — директор этого института (до 2006 года). В 2006—2013 гг. — первый проректор МЭИ по учебной работе; одновременно (с 2005 по 2014 годы) работал заведующим кафедрой Парогенераторостроения.

## Научная деятельность
Область научных интересов: оптимизации нетрадиционных способов сжигания топлив в энергетических установках с целью снижения выбросов оксидов азота в окружающую среду без ухудшения экономичности и надёжности работы установок, теоретические работы в области экологически чистых технологий сжигания топлив. Под его руководством в проводимые на Энергомаше МЭИ исследования активно внедрялись методы математического моделирования, были разработаны программные продукты для тепловых электростанций и котельных, используемые при проектировании котельных установок. П. В. Росляков также принимал участие в международных проектах по программе «TACIS».
В настоящее время он занимается разработками систем непрерывного контроля и регулирования вредных выбросов ТЭС в атмосферу, позволяющих увеличить экологическую безопасность энергетического оборудования.
П. В. Росляков является автором более 300 печатных работ, включая 3 монографии, 19 учебников и учебных пособий; автор 9 патентов на изобретения и полезные модели. Под его руководством было подготовлено и защищено 5 кандидатских диссертаций.
Являясь деканом Энергомашиностроительного факультета МЭИ и председателем учебно-методического совета Минобразования РФ по направлению «Энергомашиностроение», он занимался разработкой Государственных образовательных стандартов второго поколения.

## Награды и звания
- Лауреат Премии Правительства РФ в области науки и техники (2021)[12]
- Академик Международной академии наук высшей школы (МАН ВШ)[11]
- Медаль «В память 850-летия Москвы» (1997)[13]
- Заслуженный работник ЕЭС России (2000)[13]
- Академик Российской инженерной академии (2009)[13]
- Заслуженный деятель науки РФ (2009)[13]
- Лауреат Премии Правительства РФ в области науки и образования (2007)
- Лауреат Национальной экологической премии (2007)
- Медаль "В память 1000-летия Казани"
- Почетный энергетик г. Москва

## Публикации

### Отдельные издания
- Росляков П. В., Егорова Л. Е., Ионкин И. Л. . Система непрерывного мониторинга и контроля вредных выбросов ТЭС в атмосферу. — М.: Изд-во МЭИ, 2000. — 156 с. — ISBN 5-7046-0603-2.
- Росляков П. В., Изюмов М. А. . Экологически чистые технологии использования угля на ТЭС. — М.: Изд-во МЭИ, 2003. — 124 с. — ISBN 5-7046-0942-2.
- Росляков П. В. . Методы защиты окружающей среды. — М.: Издат. дом МЭИ, 2007. — 336 с. — ISBN 978-5-383-00056-4.

### Некоторые статьи
- Росляков П. В.  Расчёт образования топливных оксидов азота при сжигании азотосодержащих топлив // Теплоэнергетика. — 1986. — № 1. — С. 37—41.
- Двойнишников В. А., Росляков П. В., Буркова А. В.  Оценка содержания окислов азота в продуктах сгорания по тракту МГД-установки // Теплофизика высоких температур. — 1987. — Т. 25, № 4. — С. 763—767.
- Росляков П. В., Буркова А. В.  Исследование совместной реализации процессов термического разложения и восстановления аммиаком оксидов азота // Теплофизика высоких температур. — 1994. — Т. 32, № 1. — С. 31—39.
- Росляков П. В., Егорова Л. Е.  Влияние основных характеристик зоны активного горения на выход оксидов азота // Теплоэнергетика. — 1996. — № 9. — С. 22—26.
- Росляков П. В., Егорова Л. Е.  Методика расчёта выбросов оксидов азота паровыми и водогрейными газомазутными котлами // Теплоэнергетика. — 1997. — № 4. — С. 67—74.
- Росляков П. В., Ионкин И. Л., Плешанов К. А.  Эффективное сжигание топлив с контролируемым химическим недожогом // Теплоэнергетика. — 2009. — № 1. — С. 20—23.
- Ионкин И. Л., Рагуткин А. В., Росляков П. В., Супранов В. М., Зайченко М. Н., Лунинг Б.  Влияние конденсационного утилизатора на работу паровых и водогрейных газовых котлов // Теплоэнергетика. — 2015. — № 5. — С. 44—50. — doi:10.1134/S0040363615050033.